# Salaš Crnobarski
Salaš Crnobarski (em cirílico: Салаш Црнобарски) é uma vila da Sérvia localizada no município de Bogatić, pertencente ao distrito de Mačva, na região de Mačva. A sua população era de 1136 habitantes segundo o censo de 2011.

## Demografia
| 1948  | 1953  | 1961  | 1971  | 1981  | 1991  | 2002  | 2011  |
| ----- | ----- | ----- | ----- | ----- | ----- | ----- | ----- |
| 1 765 | 1 892 | 1 817 | 1 604 | 1 538 | 1 490 | 1 344 | 1 136 |